# Molly's Game
Molly's Game är en amerikansk dramafilm från 2017, regisserad av Aaron Sorkin.
Filmens handling är baserad på den verkliga historien om Molly Bloom, en vacker ung kvinna som tidigare varit medlem i USA:s skidlandslag. Hon driver ett av världens mest exklusiva pokerspel för spelare med en hög insats, tills en dag när FBI gör en räd.
Filmen nominerades för flera priser, bland annat på Oscarsgalan och Golden Globes.

## Rollista (i urval)
| Jessica Chastain | – Molly Bloom    |
| Idris Elba       | – Charlie Jaffey |
| Michael Cera     |                  |
| Kevin Costner    |                  |
| Jeremy Strong    |                  |
| Chris O'Dowd     |                  |